# Phoraspis cassidea
Phoraspis cassidea är en kackerlacksart som först beskrevs av Johan Wilhelm Dalman 1823.  Phoraspis cassidea ingår i släktet Phoraspis och familjen jättekackerlackor. Inga underarter finns listade i Catalogue of Life.